# Bananrepubliken (film)
Bananrepubliken är en amerikansk film från 1988 regisserad av Paul Mazursky.

## Handling
Jack är en skådespelare som precis avslutat en filminspelning i den latinamerikanska republiken Parador då landets diktator avlider och Jack får hoppa in och spela rollen som honom.

## Om filmen
Filmen spelades in i New York, Ouro Preto, Rio de Janeiro och Salvador. Den hade världspremiär i USA den 9 september 1988.

## Rollista
- Richard Dreyfuss – Jack Noah/president Alphonse Simms
- Raul Julia – Roberto Strausmann
- Sonia Braga – Madonna Mendez
- Jonathan Winters – Ralph
- Fernando Rey – Alejandro
- Sammy Davis Jr. – sig själv
- Dann Florek – Toby
- Dana Delany – Jenny
- Edward Asner – sig själv
- Paul Mazursky – Momma

## Musik i filmen
- O Parador, text av Will Holt, Leon Capetanos och Paul Mazursky
- Lilli Marleen, musik av Norbert Schultze, text av Hans Leip
- Ni Ti Tango, Ni Ti Olvido, skriven av L. Barday, framförd av Julio Iglesias
- Begin the Beguine, skriven av Cole Porter, framförd av Sammy Davis Jr.
- Besame Mucho, skriven av Consuelo Velázquez och Sunny Skylar

### Webbkällor
- Bananrepubliken på Svensk Filmdatabas
- Bananrepubliken på Internet Movie Database (engelska)